# Toftbyn
Toftbyn is een plaats in de gemeente Falun in het landschap Dalarna en de provincie Dalarnas län in Zweden. De plaats heeft 274 inwoners (2005) en een oppervlakte van 97 hectare. De plaats ligt aan de noordoever van het meer Toftan.

## Verkeer en vervoer
Bij de plaats loopt de Riksväg 50.